# Salud en Chile

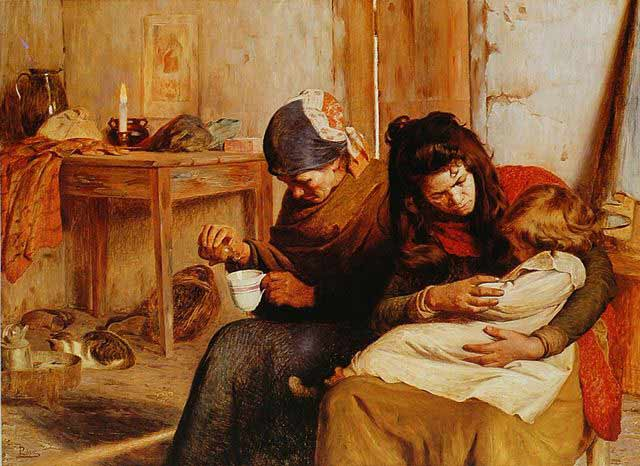
El niño enfermo del pintor chileno Pedro Lira.

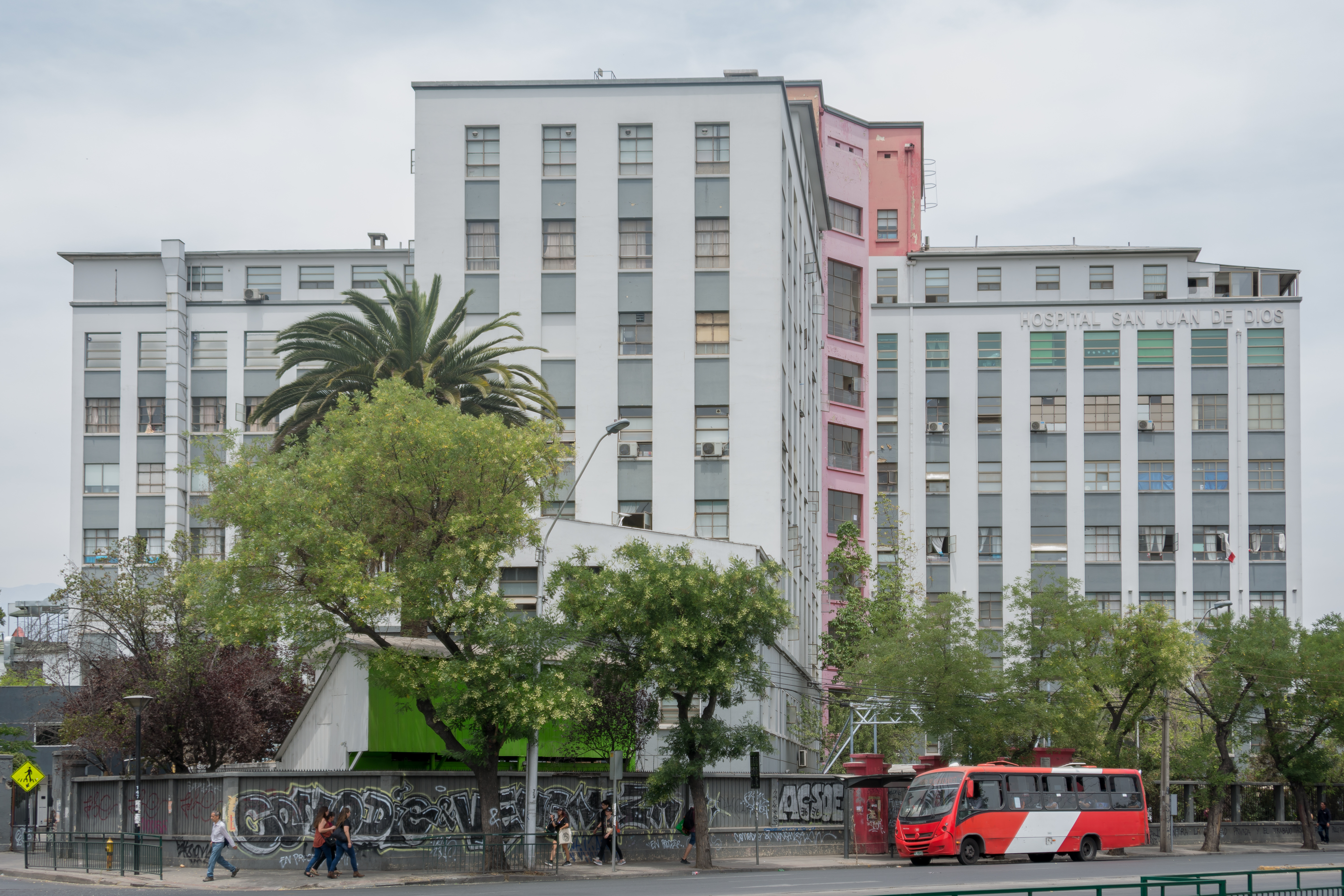
Hospital San Juan de Dios en Santiago. Fundado en 1552, es el hospital más antiguo de Chile

Con una población estimada para el año 2020 de 20.094.275 habitantes Chile cuenta con una esperanza de vida al nacer de 80 años, en tanto que la tasa de mortalidad infantil fue de 10,5 por mil habitantes, cifras que son la más alta y la más baja respectivamente de América del Sur.
Cifras de 1999 de la OMS refieren una tasa de mortalidad general de 510.7 por 100.000 habs. De ellos el primer lugar corresponde a enfermedades del sistema circulatorio (150.3), luego neoplasias malignas (124.2), enfermedades transmisibles (67.5) y causas externas (57.6).
En el grupo de las enfermedades del sistema circulatorio, 28% de las muertes, destaca en primer lugar el infarto agudo de miocardio, en segundo lugar el accidente vascular encefálico agudo, no especificado como isquémico o hemorrágico y a continuación la enfermedad isquémica crónica del corazón, la enfermedad cardíaca hipertensiva y la insuficiencia cardíaca. En cuanto a las neoplasias malignas, en conjunto comprenden el 22% , el primer lugar corresponde al tumor maligno del estómago y a continuación el tumor maligno de bronquios y pulmón, el cáncer de próstata, de vesícula biliar y de mama. Las enfermedades del sistema respiratorio ocupan como grupo el tercer lugar con 13%, destacando las neumonías y otras enfermedades pulmonares obstructivas crónicas. El cuarto grupo en orden de frecuencia con el 11% de las muertes lo ocupan principalmente las lesiones autoinfligidas intencionalmente y los accidentes de tránsito. El quinto grupo con 7-8% de las muertes corresponde a enfermedades del sistema digestivo dentro de las cuales el primer lugar corresponde a la enfermedad alcohólica del hígado. e

## Historia
El primer hospital del país fue el Hospital de Nuestra Señora del Socorro de Santiago, construido durante La Conquista y el cual se encontraba a un costado de la Iglesia de San Francisco, mientras que el primer médico cirujano y boticario que ejerció la medicina, entendida en los conceptos modernos, fue el español Gonzalo Bazán, quien llegó a territorio chileno en 1553 y ejerció su profesión en dicho recinto de salud.
La Real Universidad de San Felipe incluyó la medicina entre los estudios que impartía pero solo graduó una escasa cantidad de médicos entre 1756 y 1810. La medicina científica se había desarrollado pobremente en Chile hasta los primeros años de la República. Hacia 1826 el médico irlandés Guillermo Blest se quejaba de que no existía en el país ni un solo establecimiento para la enseñanza de la medicina. En 1833 el gobierno creó un curso de medicina que duraba seis años y se realizaba en el Hospital San Juan de Dios y el Instituto Nacional. En 1842 nace la Facultad de Medicina de la Universidad de Chile, que reúne la enseñanza médica que habían impartido la Real Universidad de San Felipe, de la que es heredera, el Hospital San Juan de Dios y el Instituto Nacional.

## Sistema de salud
El sistema de asistencia sanitaria de salud chileno está regido por leyes de la República, siendo el Ministerio de Salud, la entidad central encargada de supervisar el cumplimiento de estas. El Sistema Nacional de Servicios de Salud (SNSS), comprende al propio Ministerio así como a sus organismos dependientes: el Fondo Nacional de Salud (Fonasa), la Superintendencia de Salud, el Instituto de Salud Pública de Chile, la Central Nacional de Abastecimiento (CENABAST) y la Secretaria Regional Ministerial de Salud, que incluyó como institución al Servicio Metropolitano de Salud del Ambiente (SESMA).
La atención de salud de las personas chilena está a cargo de un sistema público y privado. FONASA es el ente financiero encargado de recaudar, administrar y distribuir los dineros estatales destinados a salud. El sector privado está representado por las ISAPRE (Instituciones de Salud Previsional) o aseguradoras de salud. Las personas que se atienden en el sistema de ISAPRE son 3.243.116 (16%), en FONASA son 15.227.374 (77%); el resto se atienden en sistemas de Fuerzas Armadas, Carabineros, o no tienen cobertura.
Además del SNSS, existen otras instituciones del sector público que cuentan con sistemas propios de salud que atienden a su personal y cargas familiares como las Fuerzas Armadas y Carabineros.

## Estructura del sistema de salud pública
La organización de los establecimientos de salud en Chile consta básicamente  de servicios de atención primaria, secundaria y terciaria.

## Gasto en salud
En 2002, Chile gastó alrededor del 5.8% del PIB en promoción y atención en salud, del cual el 3% aproximadamente correspondió a gasto público que atiende a aproximadamente el 70% de la población, y el 2,8% a gasto privado. Para el año 2007 el gasto en salud subió al 6.9% del PIB, al 8.2% el 2009 y en 2016 a un 8,5% del PIB  Del gasto público cerca de la mitad fue financiado por las cotizaciones de los trabajadores afiliados a Fonasa y la otra mitad directamente por el fisco. Del gasto privado, la mitad aproximadamente provino de planes de salud privados pagados previamente y la otra mitad de desembolso directo del usuario. En 2013, Chile fue calificado como el primer país de Latinoamérica y decimotercero del mundo en el uso eficiente de recursos en salud.
El gasto público en sanidad en Chile disminuyó 308,9 millones en 2019, es decir un 7,31%, hasta 13.604,3 millones de euros15.230,1 millones de dólares, con lo que representó el 17,73% del gasto público total.

## La asistencia médica del parto en Chile, 1834-1940
Parir o dar a luz un hijo es una experiencia femenina que ha sufrido importantes transformaciones en la sociedad chilena desde la primera mitad del siglo XIX. Algunas de ellas son las relacionadas con la asistencia médica que han recibido mujeres y recién nacidos en la etapa previa, durante y después del parto.
Durante la Colonia y el siglo XIX, la mayoría de las mujeres parían con la ayuda de otras mujeres, conocidas como parteras o empíricas, quienes convirtieron su conocimiento asistencial del parto en un oficio.
La inauguración de la Escuela de Matronas, dirigida por el médico francés Lorenzo Sazié, en 1834 y la Facultad de Medicina de la Universidad de Chile en 1842, constituyen hitos institucionales fundacionales de la preocupación por la asistencia médico-científica del parto en el Chile republicano. La formación de matronas y médicos tenía como objetivos principales convertir la atención del parto en una tarea sanitaria de la medicina profesional y restringir el predominio de la influencia y acción de las parteras o empíricas, propósitos que se lograron sólo parcialmente durante el siglo XIX.
Frecuentemente el momento del parto se asociaba a la mortalidad materna en el Chile decimonónico, entre otras causas, por el desangramiento de las parturientas y el padecimiento de fiebres puerperales. Asimismo, los partos que no recibían asistencia oportuna podían ser la causa del nacimiento de hijos frágiles que morían antes de cumplir un año de vida, fenómeno que incrementaba las cifras de la mortalidad infantil.

## La Cruz Roja Chilena (1903)
La existencia de la primera Cruz Roja se remonta a 1863, fecha en que distintas instituciones de beneficencia, sociedades de socorro mutuo e instituciones filántropas europeas, se propusieron asistir a los enfermos y heridos en los campos de batalla sin importar la nacionalidad del paciente. En Chile, su presencia ha sido registrada hacia 1879, durante la Guerra del Pacífico, ocasión en la que se establecieron convenios con el Comité Internacional de la Cruz Roja y se pusieron en práctica algunos de los postulados acerca de la medicina de guerra. Lamentablemente, estas organizaciones y actividades cesaron al finalizar la guerra, razón por la cual se ha apuntado que la Cruz Roja Chilena fue fundada oficialmente el 18 de diciembre de 1903 con sede en la ciudad de Punta Arenas por iniciativa de don Vittorio Cuccini, aunque sus primeros estatutos ya estuvieran establecidos con anterioridad.
Como consecuencia inmediata de los enfrentamientos bélicos en Europa, fue fundada el 13 de octubre de 1914 la entidad llamada Cruz Roja de las Mujeres de Chile con sede en Santiago y con el objetivo principal de instruir a las voluntarias como personal de enfermería. Este hecho motivó la fundación de nuevas sedes de hombres y mujeres a lo largo de Chile, las que dejaron diversas memorias sobre sus innumerables actividades. En 1920 todas las sedes regionales tuvieron su asiento medular en el Comité Central de la Cruz Roja de Chile, avecindado en Santiago. Desde entonces, la Cruz Roja Chilena tiene una organización apegada a los estándares internacionales.

## Higiene y salud pública en Chile (1870-1910)
La urbanización e industrialización del mundo europeo a partir del siglo XVIII implicó también la creación de las condiciones ambientales necesarias para la rápida propagación de enfermedades, pestes y epidemias. En este contexto, paulatinamente, tomó forma en el pensamiento médico la idea de que la higiene pública e individual era la mejor forma de combatir las enfermedades. Surgió así la ciencia de la higiene o higienismo, que pronto irradió sus ideas por todo el mundo.
En Chile, los problemas asociados a los procesos de urbanización y a las condiciones insalubres de los ranchos y de las habitaciones populares, surgidas en los márgenes de las ciudades, emergieron con mayor fuerza a mediados del siglo XIX. El deplorable estado sanitario de las ciudades chilenas incentivó la rápida e implacable propagación de las enfermedades, las epidemias y la mortalidad, fenómeno que pronto llamó la atención de médicos e intelectuales.
Se originó, entonces, una generación de médicos que asumió las ideas higienistas e intentó difundirlas entre las autoridades para que las pusieran en práctica desde las instituciones del Estado. Se aspiró a estructurar una administración sanitaria de las ciudades que incluyese el aseo de calles y avenidas, la relocalización de los mataderos, la construcción de habitaciones populares salubres, el abastecimiento de agua potable, la dotación de alcantarillado y la enseñanza de la higiene a la población. En 1872, se dictó un decreto que hizo obligatoria la enseñanza de la higiene en los colegios fiscales, pues para muchos médicos la principal causa de las enfermedades fue la ignorancia, especialmente de las clases populares.
En 1887 se dictó la ley de vacuna obligatoria y la Ordenanza General de Salubridad, mediante la cual se estableció una Junta General de Salubridad destinada a asesorar al gobierno en estas materias. Una nueva ley creó en 1892 el Consejo Superior de Higiene Pública y el Instituto de Higiene, que poseía sólo funciones consultivas. A finales del siglo XIX se comenzó el alcantarillado de Santiago, en 1906 se aprobó la Ley de Habitaciones Populares, en 1918 el primer Código Sanitario, lo que da cuenta de los paulatinos avances de las ideas higienistas. Uno de los médicos más destacados fue Adolfo Murillo, quien se preocupó de estudiar las causas de la mortalidad urbana, de la aprobación de una ley de vacuna obligatoria y de las formas de prevenir las epidemias de cólera. Otros médicos que colaboraron con la salud pública desde la perspectiva de la higiene fueron José Joaquín Aguirre, Alejandro del Río, Federico Puga Borne, Octavio Maira, Pedro Lautaro Ferrer y Ricardo Dávila Boza.               